# Tablica rejestracyjna
Treść tego artykułu od 2024-01 należy opracować w taki sposób, aby nie uwypuklała nadmiernie polskiej specyfiki / aby nie zawężała się tylko do polskich warunków
 Po wyeliminowaniu niedoskonałości należy usunąć szablon {{Dopracować}} z tego artykułu.

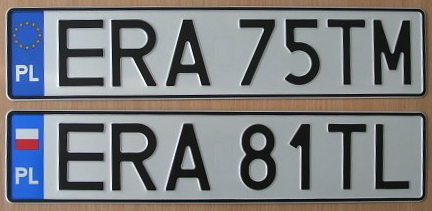
Tablice rejestracyjne używane w Polsce
u góry: wzór wydawany od 1 maja 2006
u dołu: wydawane od 1 maja 2000 do 30 kwietnia 2006
Obie tablice rejestracyjne są używane na terenie powiatu radomszczańskiego

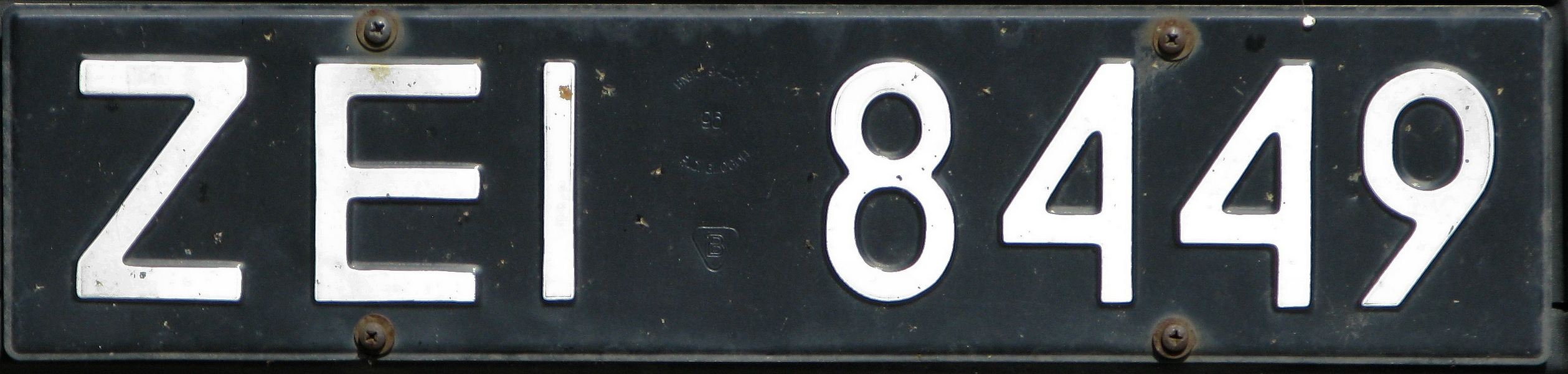
Tablica jednorzędowa z województwa zielonogórskiego z okresu 1976–2000

Tablica rejestracyjna – tablica zawierająca unikatowy kod literowo-cyfrowy, umożliwiający identyfikację każdego pojazdu.

## Wymiary
W Polsce tablica rejestracyjna powinna mieć wymiar 520 × 114 mm w przypadku tablicy jednorzędowej oraz 305 × 214 mm w przypadku tablicy dwurzędowej.

## Umiejscowienie

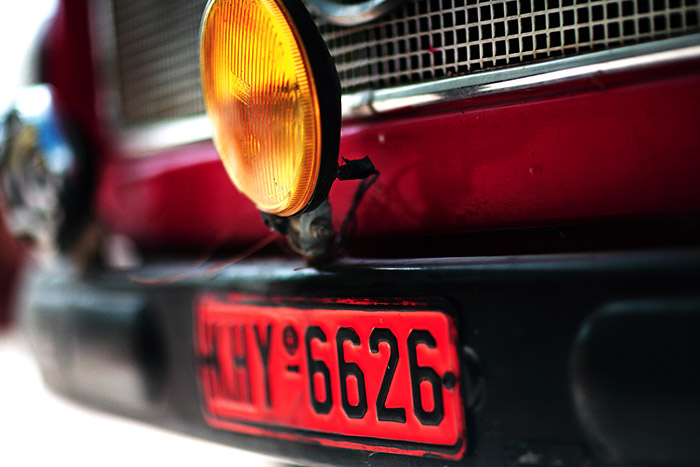
Stara tablica rejestracyjna straży pożarnej w Grecji

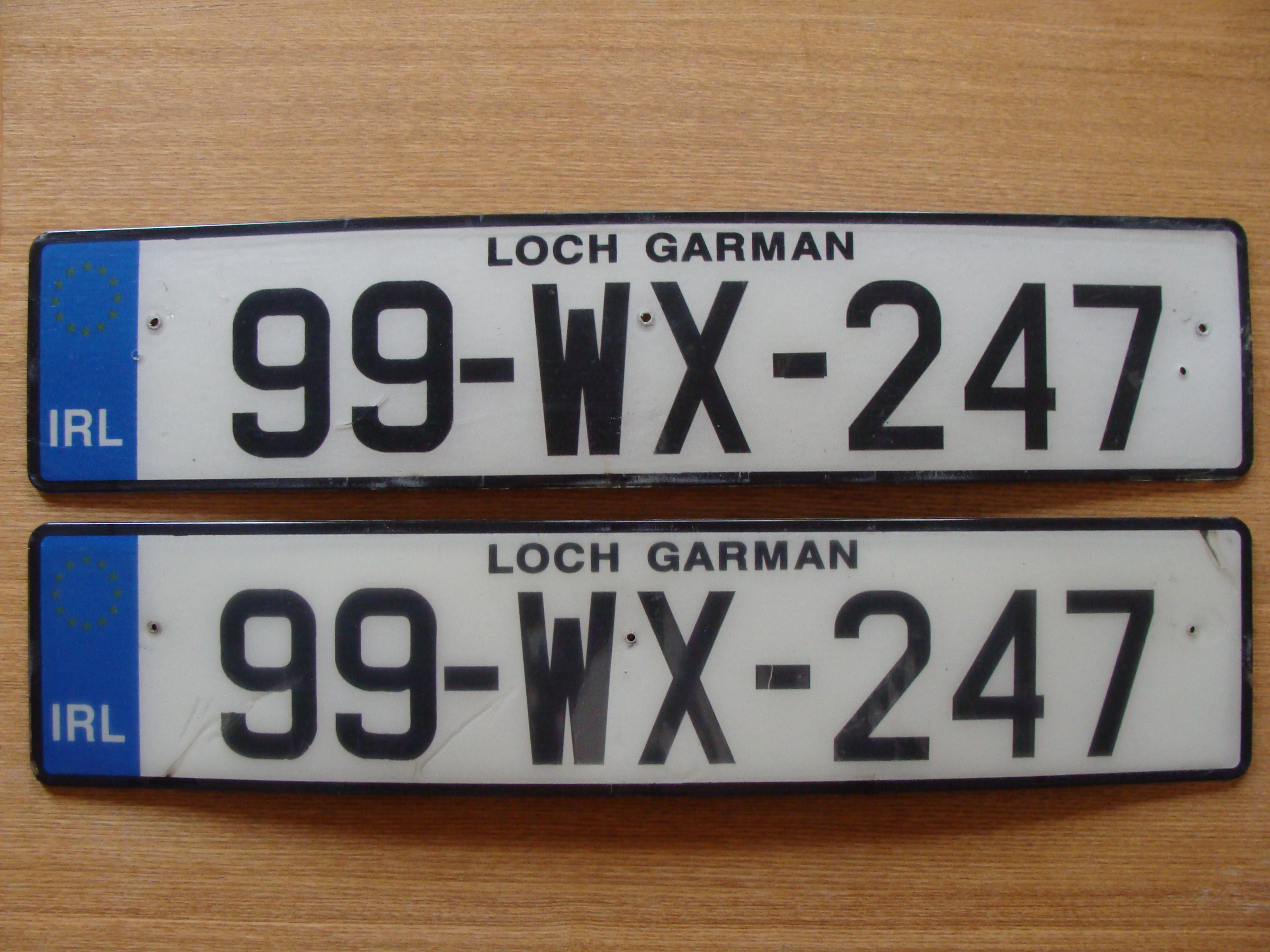
Irlandzkie tablice rejestracyjne pojazdu zarejestrowanego w Hrabstwie Wexford w roku 1999

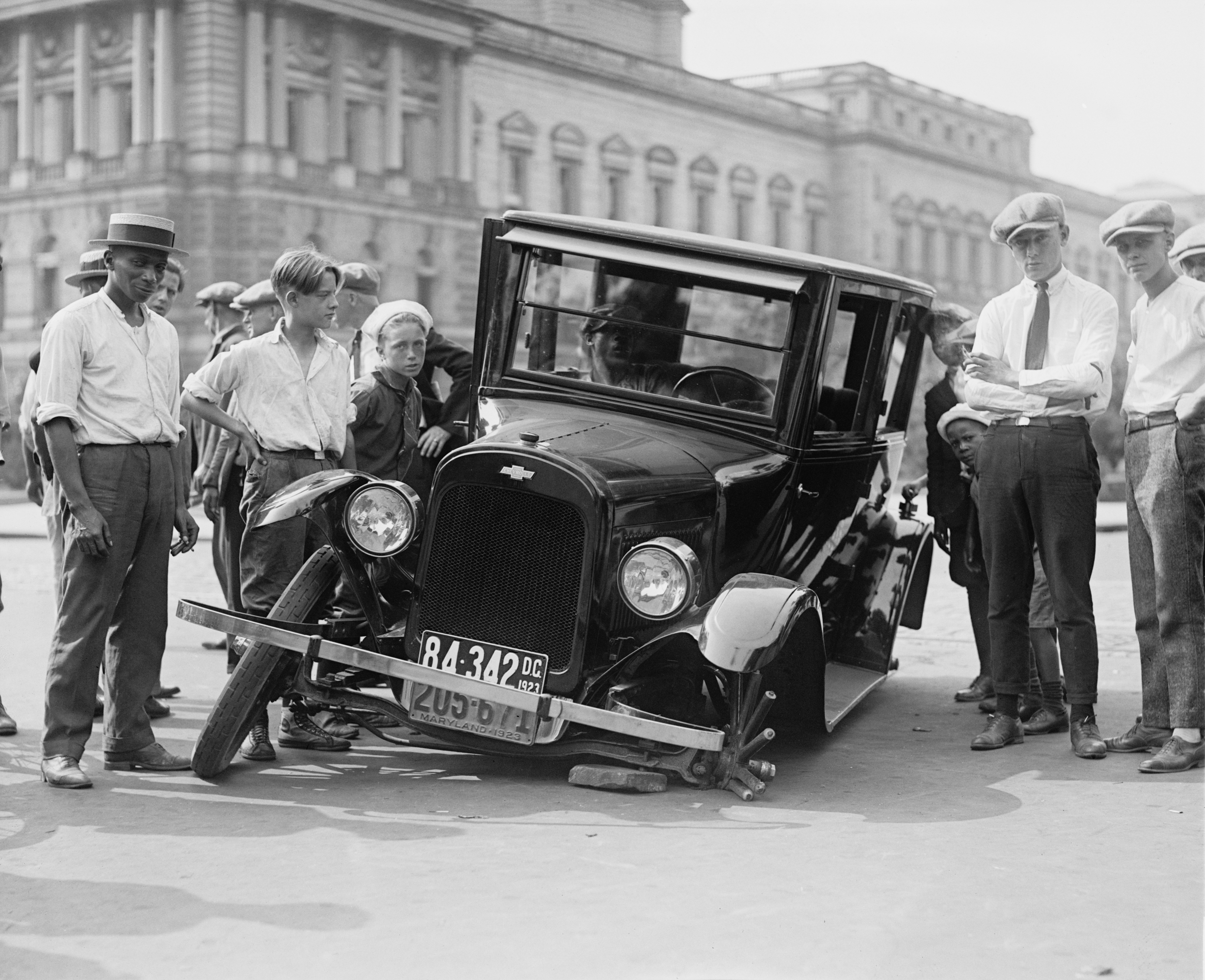
Podwójne tablice rejestracyjne: dla Dystryktu Columbii i stanu Maryland (Stany Zjednoczone, 1923)

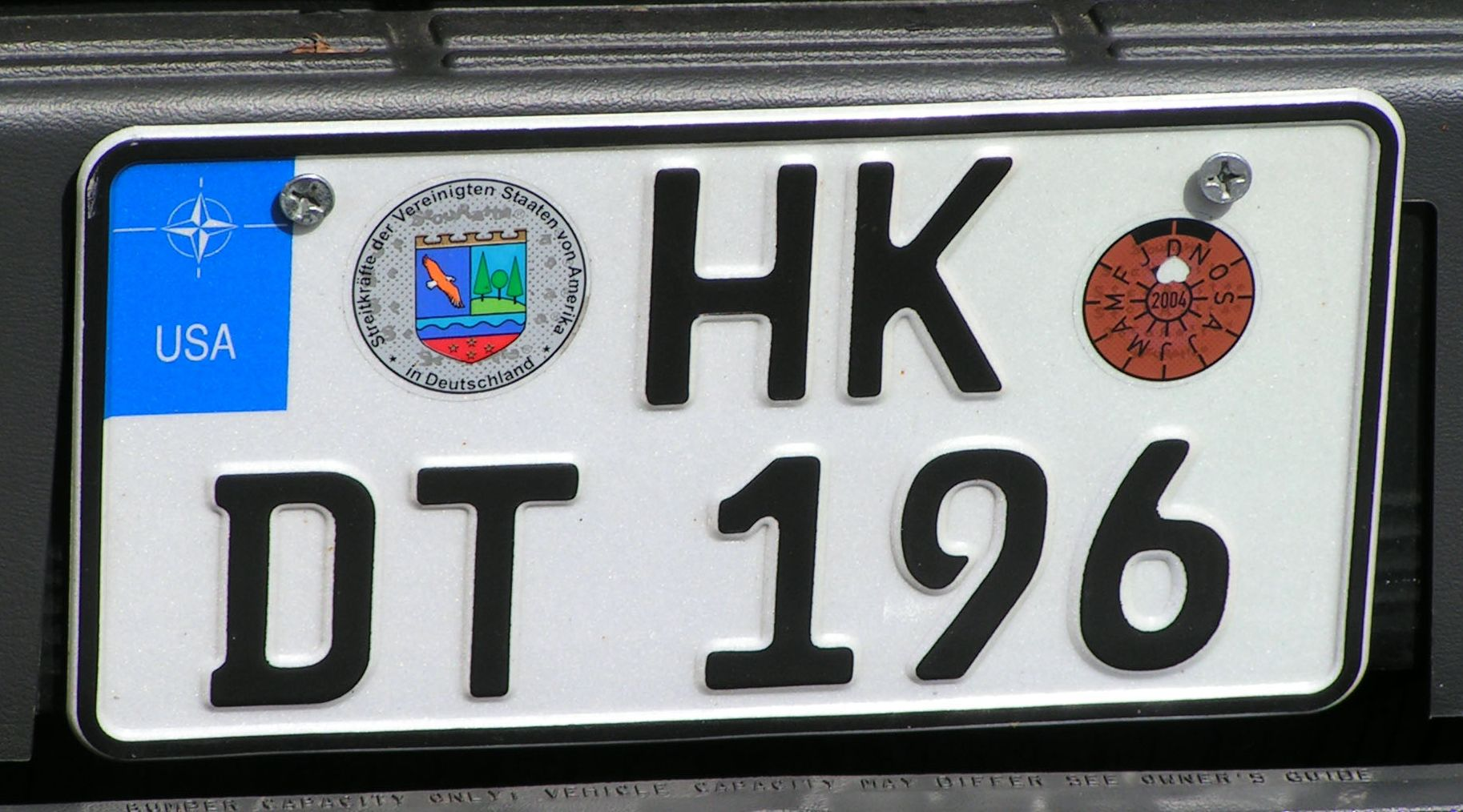
Pojazd NATO używany przez wojska amerykańskie w Niemczech

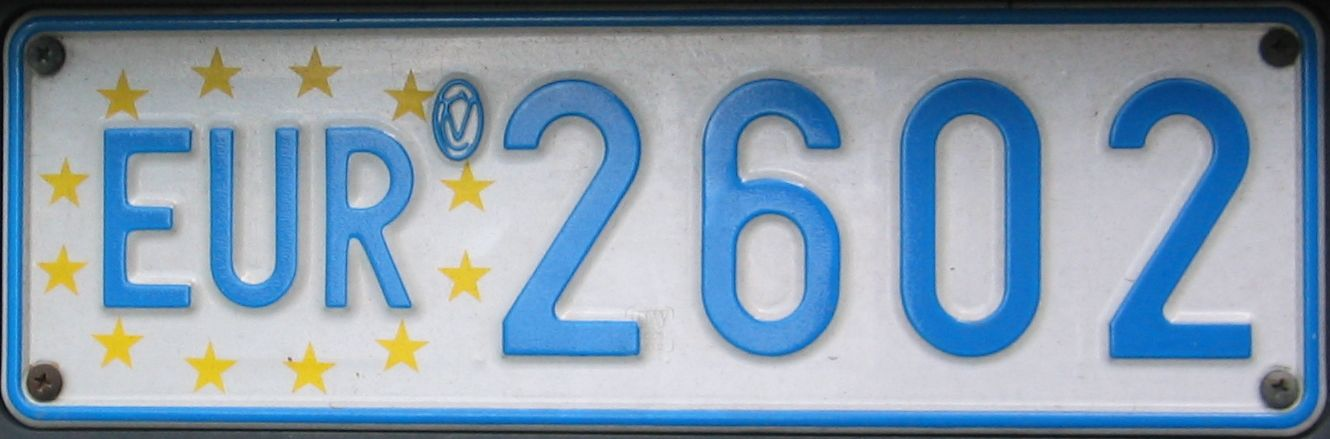
Pojazd UE zarejestrowany w Belgii

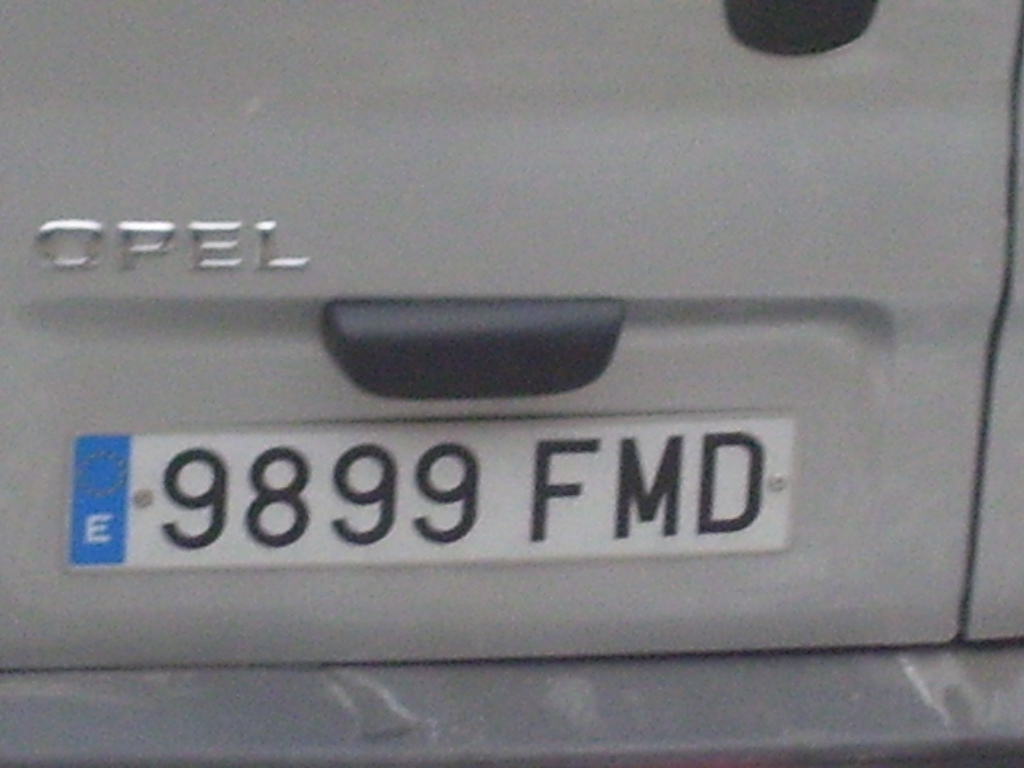
Tablica używana w Hiszpanii

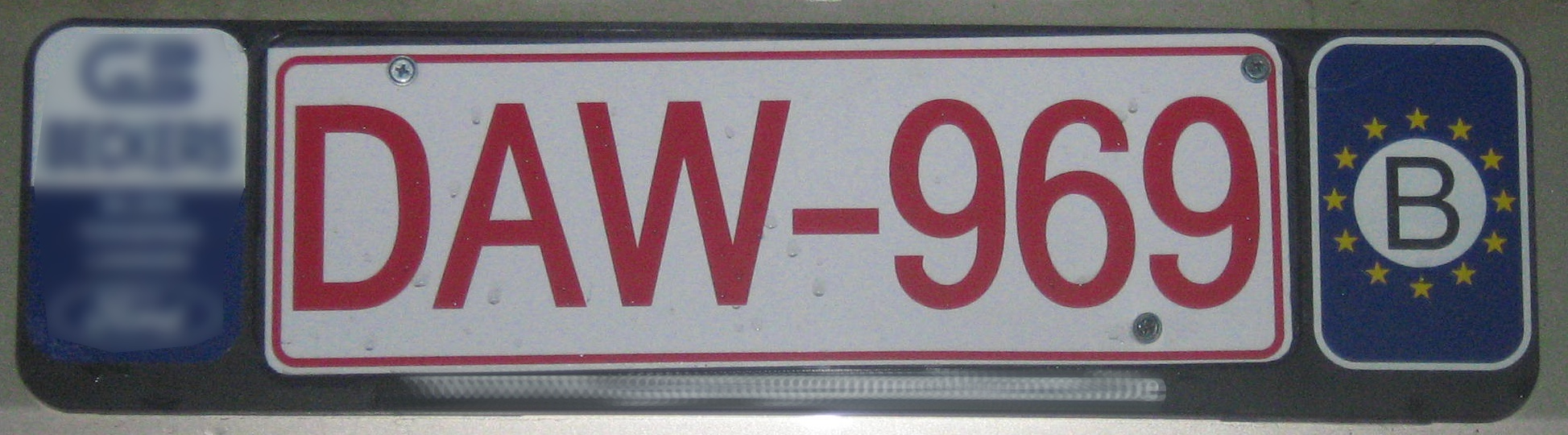
Tablica używana w Belgii

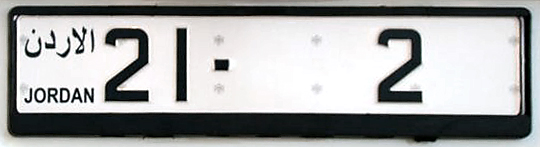
Prywatna tablica rejestracyjna w Jordanii

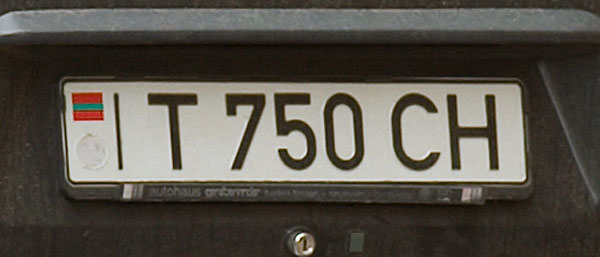
Tablica rejestracyjna Naddniestrzańskiej Republiki Mołdawii (nalepka holograficzna zamiast kodu kraju)

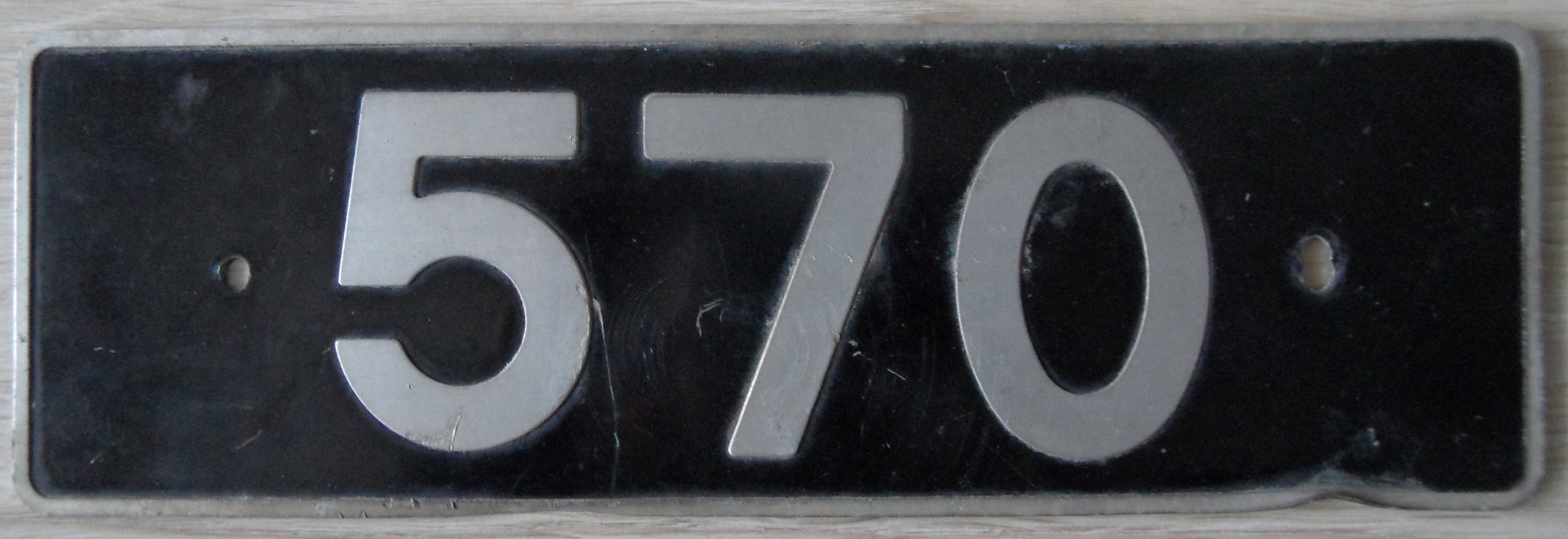
Tablica rejestracyjna Dominiki, 2013

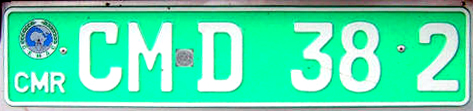
Kameruńskie tablice dyplomatyczne

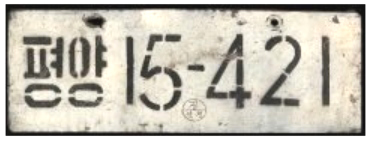
Północnokoreańskie tablice rejestracyjne z Pjongjangu, 1992

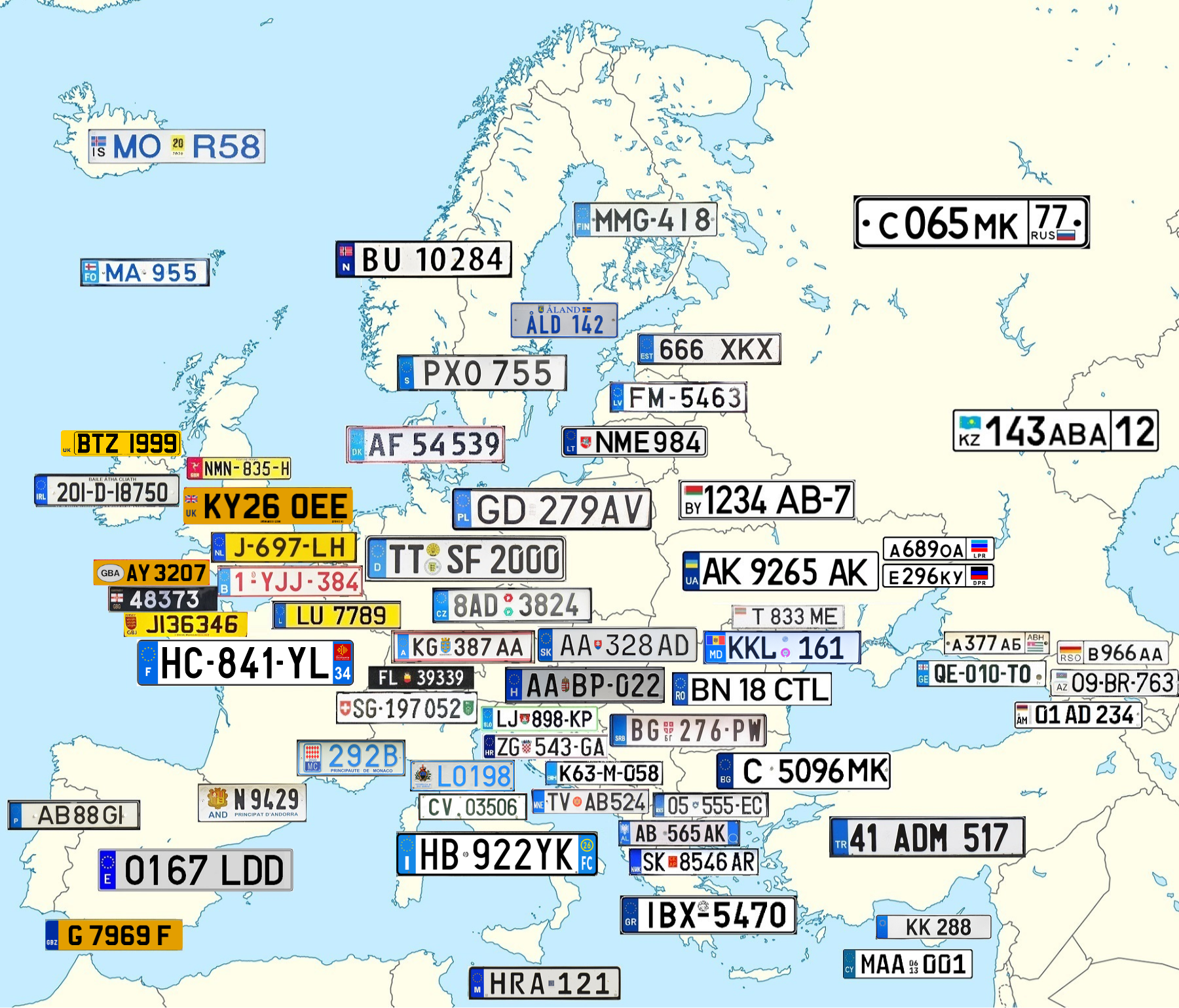
Tablice rejestracyjne w Europie

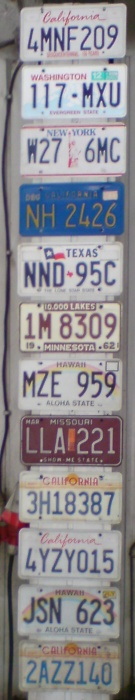
Amerykańskie tablice rejestracyjne

Tablica rejestracyjna powinna być umieszczona z przodu i tyłu pojazdu w miejscach do tego konstrukcyjnie przeznaczonych, wyjątkiem są przyczepy, ciągniki rolnicze, motocykle oraz motorowery, w których tablicę umieszcza się tylko z tyłu.

Montaż tablicy wykonuje się bezpośrednio do pojazdu lub korzysta się ze specjalnych ramek do tablic rejestracyjnych.

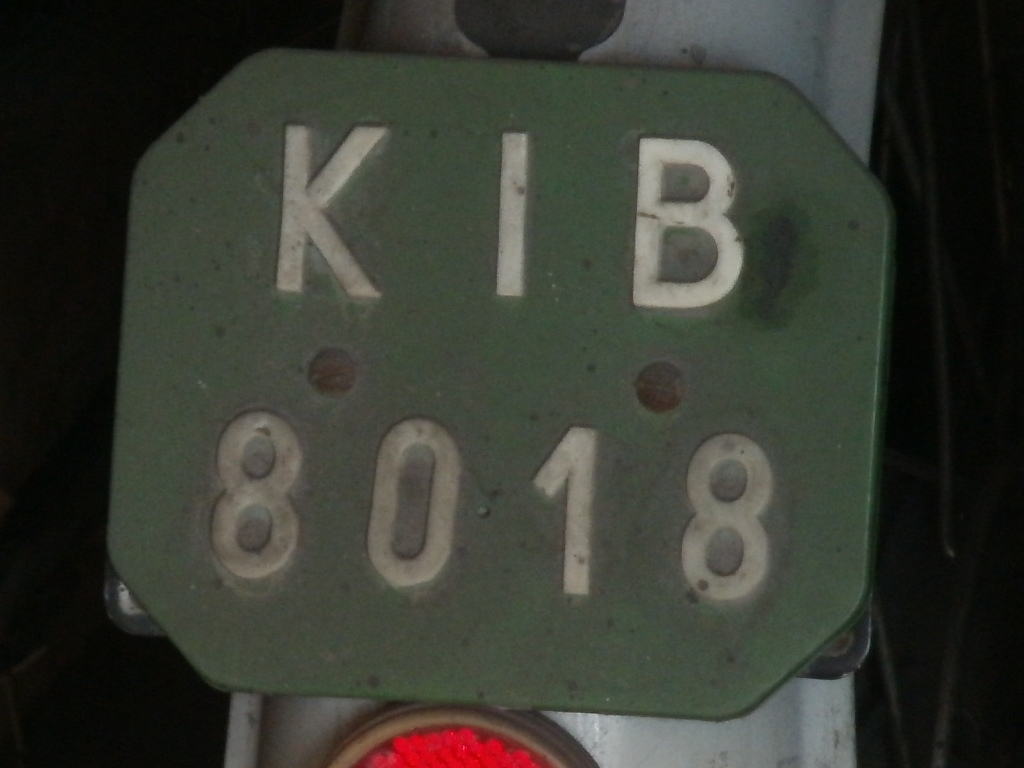
Dawna polska tablica rejestracyjna motoroweru według wzoru z lat 1983–2000 z województwa kieleckiego

## Tablice rejestracyjne na świecie
- W nawiasach oznaczono kody ISO tablic rejestracyjnych (czyli kody samochodowe).
- Kursywą oznaczono państwa historyczne.

## Indeks

### A
- Afganistan (AFG)
- Albania (AL)
- Algieria (DZ)
- Andora (AND)
- Angola (ANG)
- Anguilla (XX)
- Antigua i Barbuda (AG)
- Antyle Holenderskie (NA)
- Arabia Saudyjska (SA)
- Argentyna (RA)
- Armenia (ARM)
- Aruba (ARU)
- Australia (AUS)
- Austria (A)
- Azerbejdżan (AZ)

### B
- Bahamy (BS)
- Bahrajn (BRN)
- Bangladesz (BD)
- Barbados (BDS)
- Belgia (B)
- Belize (BH)
- Bermudy
- Białoruś (BY)
- Boliwa (BOL)
- Bośnia i Hercegowina (BIH)
- Botswana (BW)
- Brazylia (BR)
- Brunei (BRU)
- Bułgaria (BG)
- Burkina Faso (BF)
- Burundi (BU)

### C
- Chile (RCH)
- Chiny (CHN)
- Chorwacja (HR)
- Cypr (CY)
- Czad (TCH)
- Czarnogóra (MNE)
- Czechy (CZ)
- Czechosłowacja (CS)

### D
- Dania (DK)
- Dominika (WD)
- Dominikana (DOM)
- Dżibuti (DJI)
- Demokratyczna Republika Konga (CD)

### E
- Egipt (ET)
- Ekwador (EC)
- Erytrea (ERI)
- Estonia (EST)
- Eswatini (SD)
- Etiopia (ETH)

### F
- Falklandy
- Fidżi (FJI)
- Filipiny (RP)
- Finlandia (FIN, wcześniej SF)
- Francja (F)

### G
- Gabon (GAB)
- Gambia (WAG)
- Ghana (GH)
- Gibraltar (GBZ)
- Górski Karabach
- Grecja (GR)
- Grenada (WG)
- Grenlandia (DK)
- Gruzja (GE)
- Gujana (GUY)
- Gujana Francuska
- Guam
- Gwadelupa (GP)
- Gwatemala (GCA)
- Gwinea (RG)
- Gwinea Bissau (GNB)
- Gwinea Równikowa (GQ)

### H
- Haiti (HT)
- Hiszpania (E)
- Holandia (NL)
- Honduras (HN)

### I
- Indie (IND)
- Indonezja (RI)
- Irak (IRQ)
- Iran (IR)
- Irlandia (IRL)
- Islandia (IS)
- Izrael (IL)

### J
- Jamajka (JA)
- Japonia (J)
- Jemen (Y)
- Jordan (HKJ)

### K
- Kambodża (K)
- Kamerun (CAM)
- Kanada (CDN)
- Katar (QA)
- Kazachstan (KZ)
- Kenia (EAK)
- Kirgistan (KS)
- Kiribati (KIR)
- Kolumbia (CO)
- Komory (COM)
- Kongo (RCB)
- Korea
  - Korea Południowa (ROK)
  - Korea Północna (KP)
- Kostaryka (CR)
- Kuba (C)
- Kuwejt (KWT)

### L
- Laos (LAO)
- Lesotho (LS)
- Liban (RL)
- Liberia (LB)
- Libia (LAR)
- Liechtenstein (FL)
- Litwa (LT)
- Luksemburg (L)

### Ł
- Łotwa (LV)

### M
- Macedonia Północna (MK)
- Madagaskar (RM)
- Malawi (MW)
- Malediwy (MV)
- Malezja (MAL)
- Mali (RMM)
- Malta (M)
- Maroko (MA)
- Mauretania (RIM)
- Mauritius (MS)
- Meksyk (MEX)
- Mikronezja (FMS)
- Mołdawia (MD)
- Monako (MC)
- Mongolia (MGL)
- Mozambik (MOZ)

### N
- Naddniestrze
- Nambia (NAM)
- Nauru (NAU)
- Nepal (NEP)
- Niemcy (D)
- Niger (RN)
- Nigeria (WAN)
- Nikaragua (NIC)
- Nowa Zelandia (NZ)
- Norwegia (N)
- Niemiecka Republika Demokratyczna (DDR, do 1974 r. D)

### O
- Oman (OM)

### P
- Palau (PW)
- Panama (PA)
- Pakistan (PAK)
- Palestyna (PS)
- Papua-Nowa Gwinea (PNG)
- Paragwaj (PY)
- Peru (PE)
- Portoryko (PRI)
- Polska (PL)
- Portugalia (P)

### R
- Republika Południowej Afryki (ZA)
- Republika Środkowoafrykańska (RCA)
- Republika Zielonego Przylądka (CV)
- Rwanda (RWA)
- Rumunia (RO)
- Rosja (RUS)

### S
- Sahara Zachodnia (WSA /zarezerwowany/)
- Saint Kitts i Nevis (KAN)
- Saint Lucia (WL)
- Saint Vincent i Grenadyny (WV)
- Salwador (ES)
- Samoa (WS)
- San Marino (RSM)
- Senegal (SN)
- Serbia (SRB)
- Serbia i Czarnogóra (SCG)
- Seszele (SY)
- Sierra Leone (WAL)
- Singapur (SGP)
- Słowacja (SK)
- Słowenia (SLO)
- Somalia (SO)
- Somaliland
- Sri Lanka (CL)
- Stany Zjednoczone Ameryki (USA)
- Sudan (SUD)
- Surinam (SME)
- Syria (SYR)
- Szwajcaria (CH)
- Szwecja (S)

### T
- Tadżykistan (TJ)
- Tajlandia (TH)
- Tajwan (RC)
- Tanzania (EAT)
- Timor Wschodni (TL)
- Togo (RT)
- Tonga (TON)
- Trynidad i Tobago (TT)
- Tunezja (TN)
- Turcja (TR)
- Turkmenistan (TM)
- Tuvalu (TUV)

### U
- Uganda (EAU)
- Ukraina (UA)
- Urugwaj (ROU)
- Uzbekistan (UZ)

### V
- Vanuatu (VAN)

### W
- Watykan (SCV)
- Wenezuela (YV)
- Węgry (H)
- Wielka Brytania (GB)
- Wietnam (VN)
- Włochy (I)
- Wybrzeże Kości Słoniowej (CI)
- Wyspa Man (GBM)
- Wyspy Marshalla (MH)
- Wyspy Salomona (SOL)
- Wyspy Owcze (FO)

### Z
- Zambia (Z)
- Zimbabwe (ZW)
- Zjednoczone Emiraty Arabskie (UAE)
- ZSRR (SU)